# Трёхсвятская волость
Трёхсвятская волость (тат. تروخسۋەت ۋولىٰسىٰ, Терүхсевәт вулысы), с 1924 года Елабужская волость (тат. ئالابوغا ۋولىٰسىٰ, Alabuƣa vulьsь, Алабуга вулысы) — административно-территориальная единица в составе Вятской, Казанской губерний, Татарской АССР.
Волостное правление располагалось в деревне Трёхсвятское.

## История
Трёхсвятская волость образована в 1859 году, в составе Гусевского и Полянского сельских обществ.
На 1889 год в состав волости входили следующие сельские общества:
- Марквашское (деревня Маркваши),
- Пустобаевское (село Тихоново, деревня Голодаево, починок Черный Ключ),
- Мальцевское (деревни Ананьино, Мальцево),
- Поспеловское (деревня Поспеловка),
- Гусевское (деревни Гусевка, Старая Ключевка),
- Челнинское (село Рождественские Челны),
- Саралинское (село Сарали),
- Комаровское (деревня Комаровка),
- Полянское (починки Новая Малиновка, Старая Малиновка, деревня Полянка),
- Гаринское (село Гари),
- Разживинское (починок Разживин),
- Трёхсвятское (деревня Трёхсвятское).

В 1915 году волость входила в I стан уезда и включала 12 сельских обществ, 2512 дворов. В волости проживало 13915 жителей.
27 марта 1919 года Елабужский уезд вместе с Трёхсвятской волостью был передан в Казанскую губернию.
18 июня 1920 года Трёхсвятская волость Елабужского уезда была возвращена в Вятскую губернию, а в 1921 году вошла в состав Елабужского кантона Татарской АССР.
В 1924 году волостной центр перенесён в Елабугу, волость укрупнена, в её состав вошли Качкинская волость, Ленинская волость без селений Покровское, Большая и Старая Армала, селение Салтыковка Кураковской волости.
С 1928 года в составе Челнинского кантона, тогда же в состав волости был включён Большеарамалинский сельсовет Костенеевской волости.
По состоянию на 1930 год делилась на 22 сельсовета: Морквашинский, Мальцевский, Колосовский, Больше-Тарловский, Тогаевский, Трёхсвятский, Саралинский, Танайский, Ново-Сентякский, Лекаревский, Полянский, Татарско-Челнинский, Удаловский, Гаринский, Мало-Качкинский, Тихоновский, Поспеловский, Черно-Ключинский, Брюшлинский, Ново-Гришкинский, Больше-Качкинский, Разживинский.
В 1930 году упразднена в связи вводом районного деления на всей территории Татарской АССР, селения волости были включены в состав Елабужского района.